# 国府駅 (兵庫県)
国府駅（こくふえき）は、兵庫県豊岡市日高町上石字高屋にある、西日本旅客鉄道（JR西日本）山陰本線の駅である。

## 歴史
- 1948年（昭和23年）10月13日：国有鉄道山陰本線江原駅 - 豊岡駅間に新設開業[2]。客貨取扱（車扱貨物を除く）開始[2]。
  - 当時の所在地表示は兵庫県城崎郡国府村上石字高屋であった。
- 1955年（昭和30年）3月25日：日高町（第2次）成立に伴い、所在地表示が兵庫県城崎郡日高町上石字高屋になる。
- 1961年（昭和36年）10月1日：貨物取扱廃止[3]。
- 1970年（昭和45年）12月15日：荷物扱い廃止[4]、無人駅化[5]。
- 1971年（昭和46年）：線路下のトンネルが完成[1]。
- 1987年（昭和62年）4月1日：国鉄分割民営化に伴い、西日本旅客鉄道（JR西日本）の駅となる[3]。
- 2005年（平成17年）4月1日：豊岡市（第2次）成立に伴い、所在地表示が現行のものになる。
- 2022年（令和4年）10月1日：組織改正に伴い、近畿統括本部福知山管理部管轄となる。

## 駅構造
盛土上に相対式ホーム2面2線を有する列車交換可能な高架駅。駅舎・改札は無く（1番のりば側待合室に事務所跡がある）直接各ホームに設けられた階段を登ってホームに入る形となっている。ホーム両側に待合室がある（昭和36年9月の建物財産票が貼付されている）。ホーム間の連絡は線路下のトンネルを用いる。
豊岡駅管理の無人駅。以前は1番のりば階段下の小屋に自動券売機が設置されていたが、撤去されている（食券販売機タイプのもの、発券される乗車券は自動改札機に対応していなかった）。なお、当駅では、2019年7月現在ICOCA等のICカード乗車券への対応予定は無い。

### のりば
| のりば | 路線     | 方向 | 行先                   |
| ------ | -------- | ---- | ---------------------- |
| 1・2   | 山陰本線 | 上り | 和田山・京都・大阪方面 |
| 1・2   | 山陰本線 | 下り | 豊岡・城崎温泉方面     |

- 1番のりばを上下本線、2番のりばを上下副本線とした1線スルーとなっているため、通過列車及び行違いを行わない停車列車は上下線共に1番のりばを通る。
- 反対方向からの通過列車と行違いを行う停車列車は、上下線共に2番のりばに停車する。
- 停車列車同士の行違いの場合は、福知山方面行（上り）が2番のりば、豊岡方面行（下り）が1番のりばに入る。

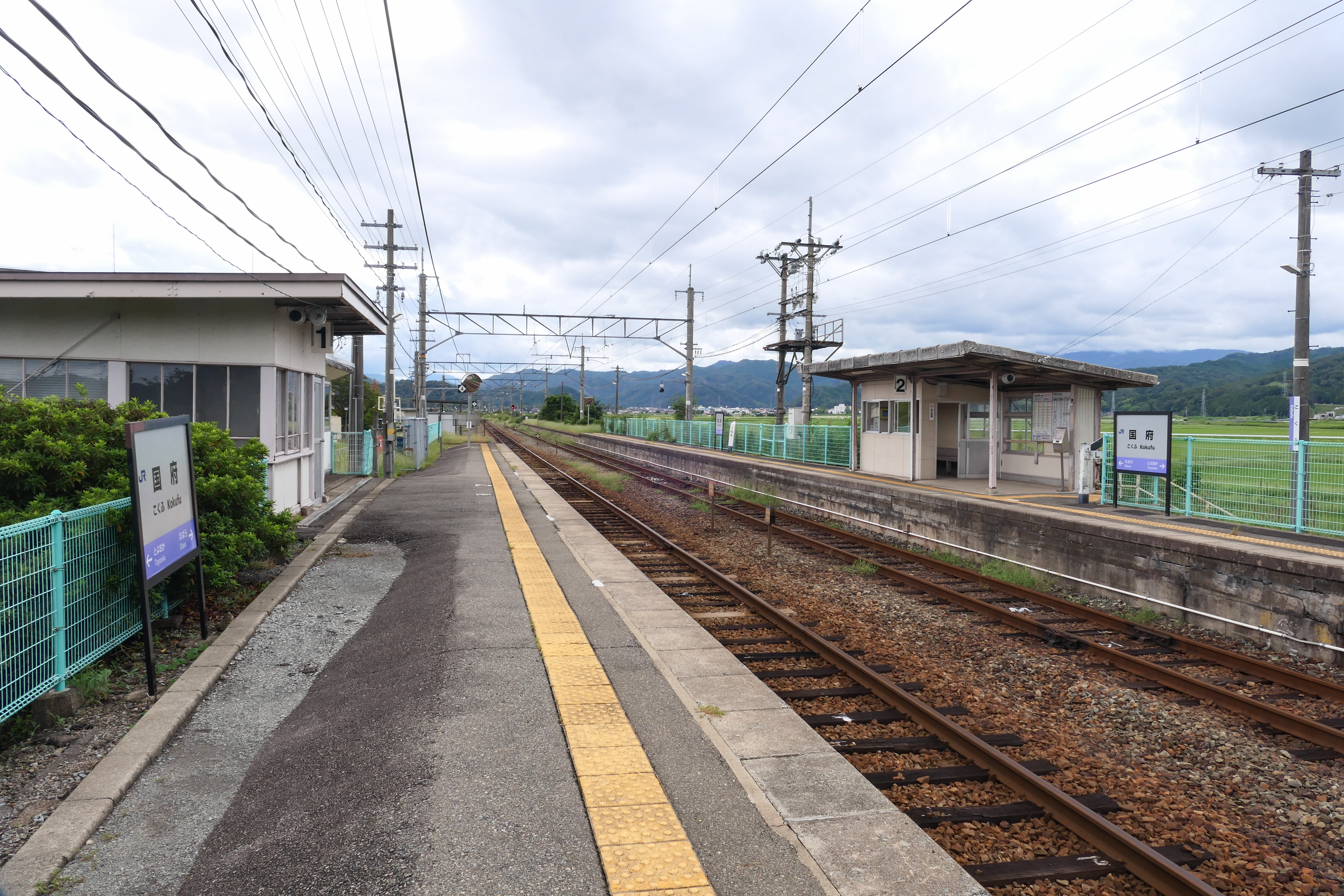
ホーム

## 利用状況
JR西日本の移動等円滑化取組報告書によると、2023年（令和5年）度の1日当たりの利用者数は158人である。
「兵庫県統計書」によれば、近年の1日平均乗車人員の推移は以下の通り。
| 年度   | 1日平均 乗車人員 |
| ------ | ---------------- |
| 2000年 | 94               |
| 2001年 | 81               |
| 2002年 | 76               |
| 2003年 | 75               |
| 2004年 | 71               |
| 2005年 | 69               |
| 2006年 | 71               |
| 2007年 | 75               |
| 2008年 | 75               |
| 2009年 | 81               |
| 2010年 | 83               |
| 2011年 | 94               |
| 2012年 | 90               |
| 2013年 | 89               |
| 2014年 | 82               |
| 2015年 | 88               |
| 2016年 | 95               |
| 2020年 | 90               |

## 駅周辺
- 長楽寺
- 西光寺
- 豊岡市立府中小学校
- 豊岡警察署 上石駐在所
- 上石簡易郵便局
- 国道312号
- 兵庫県道250号藤井上石線

### バス路線
- 全但バス 上石（）バス停（国府駅から徒歩すぐ、国道312号沿い）
  - 特急バス 大阪・神戸 - 城崎温泉
  - 八鹿駅・但馬農高・とが山温泉
  - 豊岡駅・豊岡病院・日和山

## 隣の駅
西日本旅客鉄道（JR西日本）
 山陰本線
江原駅 - 国府駅 - 豊岡駅